# Cortado

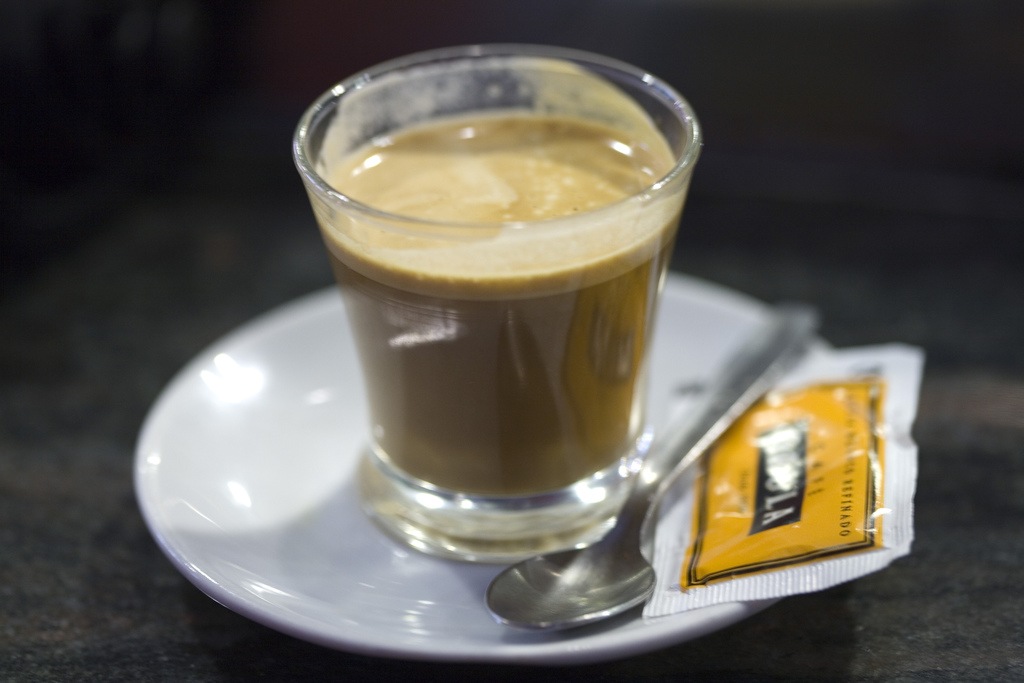
Cortado.

Un cortado est une sorte de café au lait d'origine espagnole.
Cette boisson est composée d'un expresso mélangé avec une quantité à peu près égale de lait chaud pour réduire l'acidité. Le lait est, dans un cortado, cuit à la vapeur, mais pas aussi mousseux que dans beaucoup de boissons au café italiennes.
En France, on l’appelle plutôt noisette. La quantité de lait ajoutée est petite, suffisante pour adoucir l’amertume du café, lui donnant une couleur noisette.